# Stadio Nazionale (Tashkent)
Lo stadio Nazionale (in uzbeco Миллий стадиони?, Milliy stadioni), già stadio Bunyodkor (in uzbeco Бунёдкор стадиони?, Bunyodkor stadioni), è uno stadio della città di Tashkent, in Uzbekistan.
Situato nel distretto di Chilanzar della capitale uzbeka, in via Bunyodkor, fu edificato dal 2009 al 2012 e fu inaugurato nel settembre 2012. Può accogliere 34 000 spettatori, risultando il secondo stadio più capiente del paese dopo lo stadio centrale Paxtakor, situato anch'esso a Tashkent. Ospita le partite casalinghe del Bunyodkor e, dal 2013, della nazionale uzbeka di calcio.

## Storia
La costruzione dello stadio è iniziata nel gennaio 2009, sul sito del demolito stadio MHSK, che aveva una capienza di 16 500 posti. La sua forma originale è stata progettata da GMP Architekten, uno studio di architettura con sede in Germania. La costruzione dello stadio è stata completata nell'agosto 2012.
Dalla sua apertura nel settembre 2012 fino a giugno 2018 l'impianto si è chiamato stadio Bunyodkor. Nel giugno 2018 lo stadio è stato ribattezzato stadio Nazionale (Milliy stadioni).
Lo stadio è stato inaugurato solennemente il 28 settembre 2012, con la partecipazione del primo presidente della Repubblica dell'Uzbekistan, Islam Karimov, in uno stadio gremito. L'inaugurazione dello stadio è stata accompagnata dalle canzoni di famosi cantanti pop uzbeki ed è stata seguita dalla partita amichevole tra due squadre di calcio di Tashkent, il Bunyodkor e il Paxtakor, conclusasi con il risultato di 3-3.
La prima partita ufficiale allo stadio Bunyodkor si è giocata il 26 marzo 2013 tra le squadre nazionali di Uzbekistan e Libano, nell'ambito delle qualificazioni alla campionato del mondo 2014, con la vittoria degli uzbeki per 1-0. Successivamente lo stadio Bunyodkor è diventato l'impianto principale della nazionale di calcio dell'Uzbekistan, fino ad allora di scena allo stadio centrale Paxtakor.
L'11 giugno 2018, per decisione del comitato esecutivo della Federazione calcistica dell'Uzbekistan, il nome dello stadio è stato cambiato in Milliy Stadium (stadio Nazionale).

## Attrezzature
Lo stadio si trova nel distretto Chilanzar della città di Tashkent, in via Bunyodkor, e può contenere 34 000 spettatori. Ha due livelli (piani) e più di 50 settori. Sono presenti settori VIP (circa 50 posti/cabine) e CIP (700 posti). Vi sono altresì svariati posti per gli utenti diversamente abili. Lo stadio dispone di ristoranti e bar-caffetterie, fast food, servizi igienici, centri fitness e altre strutture.
L'impianto è dotato di due grandi monitor, un moderno sistema di illuminazione a 3 000 lux, un moderno sistema audio, quattro spogliatoi per calciatori e membri delle squadre, una sala conferenze e altre stanze e stanze ausiliarie. Sotto lo stadio sorge un parcheggio per 350 auto. Lo stadio ospita anche il Museo di storia del calcio uzbeko, che comprende i trofei della squadra di calcio Bunyodkor, nonché altri oggetti, fotografie e mostre sul calcio uzbeko. La dimensione del campo è di 105 x 68 metri. Sono presenti drenaggio e riscaldamento sul campo.
Il complesso dello stadio Bunyodkor occupa 37 ettari di terreno e, oltre allo stadio principale, dispone di altri sette campi moderni. Il complesso ospita anche una scuola calcio giovanile, una piscina e altri impianti sportivi, oltre ad altre infrastrutture. Di sera la facciata dello stadio è illuminata da un sistema di illuminazione chiamato "Fiamma dell'Est".